# Nailly
Nailly é uma comuna francesa na região administrativa de Borgonha-Franco-Condado, no departamento de Yonne. Estende-se por uma área de 21,45 km². Em 2010 a comuna tinha 1 353 habitantes (densidade: 63,1 hab./km²).